# Леліва (герб)
Леліва (пол. Leliwa) — шляхетський герб. Вперше згадується у документах 1324 року.
Після Городельської унії 1413 року ряд гербів, в тому числі й Леліва були офіційно закріпленні за представниками литовської шляхти, та відбулось зрівняння прав шляхти католицького віровизнання Королівства Польського та шляхти Великого князівства Литовського, Руського та Жемайтійського. За умовами Унії цей герб польські шляхтичі Ян Тарновський та Ядвіга з Леженєц передали в користування роду старости Віленського Монивида.
Пізніше герб використовували 830 родів з Білорусі, Литви, Польщі та України, зокрема Адамовичі (рід), Глебовичі, Добрянські, Дорогостайські, Єльці, Заберезинські, Заглинські, Маниведовичі, Олехновичі, Пілецькі, Сенявські, Сташкевичі, Тарновські, Тишкевичі, Чапські.
В Україні герб виступав як основа або елемент гербів міст Тернопіль, Теребовля (герб Тарновських), Копайгорода (герб М'ясковських), Гранова, Завалова, Миколаєва на Поділлі (герб Синявських).

## Опис
Герб має у синьому полі золотий півмісяць рогами догори, над яким розташована золота 6-променева зірка. У клейноді хвостове віяло павича, на тлі якого, як і на щиті, зображено золотий півмісяць і зірку. Намет щита синій, підбитий золотом.
Існують варіанти герба:
- з червоним полем;
- зі стрілою, яка виходить вгору із зірки або входить згори у півмісяць;
- з хрестом над зіркою або під півмісяцем;
- з місяцем рогами вниз, під ним зірка;
- у клейноді три страусині пера;
- та інші.

## Роди
- Ґолуховські
- Сенявські
- Сташкевичі
- Стрийковські гербу Леліва (пол. Stryjkowski herbu Leliwa)
- Тарновські
- Тишкевичі
- Кононські

Корчинські (Korczyński), Корженівські (Korzeniewski), Корженіовські (Korzeniowski) та інші.

## Територіальна геральдика
- Стрикув

## Цікавинки
- Герб тотожний ранньому гербу Хорватії.
- Гербом Леліва користувалися представники роду Сопліци з поеми Адама Міцкевича «Пан Тадеуш»[джерело?].